# Kitsalat
Koning Somdetch Brhat Chao Brhat Kinkidsaraja Sri Sadhana Kanayudha, beter bekend onder de naam Kitsalat was de eerste koning van Lan Xang Hom Kao en werd gekroond in 1707.
De stichting van dit koninkrijk was een onderdeel van het vredesverdrag tussen de oorlogvoerende fracties in het oude koninkrijk Lan Xang. Dit vredesverdrag was mede bedacht door de koning van het koninkrijk Ayutthaya die hiermee het oude koninkrijk Lan Xang dusdanig wilde verzwakken dat het geen gevaar meer zou opleveren voor dit koninkrijk. Lan Xang Hom Kao zou het noordelijke deel vormen en het koninkrijk Vientiane, onder Sai Setthathirat II, vormde het zuidelijke gedeelte. In 1713 splitste ook het koninkrijk Champassak, onderSoi Sisamut, zich van Vientiane af.
Kitsalat (Kinkidsaraja) was een zoon van Prins Indra Brahma, de zoon en beoogd troonopvolger van koning Sulinya Vongsa van Lan Xang. Zijn vader werd echter door zijn vader ter dood veroordeeld. Hij vestigde zijn hoofdstad bij de stad Luang Prabang. Hij stierf in 1713 en werd opgevolgd door Ong Kham.
Voor zover bekend had hij 1 zoon en 2 dochters:
- Prins (Chao Fa Jaya) Akkararaja (Akkarath)
- Prinses (Chao Fa Nying) Dhanasavuni (Taen-Sao), zij trouwde met Ong Kham, de opvolger van haar vader.
- Prinses (Chao Fa Nying) Dhanagami (Taen-Kham), zij trouwde met Ong Kham, de opvolger van haar vader.